# Stalgėnų pievos
Stalgėnų pievos este o arie protejată (arie specială de conservare — SAC, sit de importanță comunitară — SCI) din Lituania întinsă pe o suprafață de 21 ha, integral pe uscat.

## Localizare
Centrul sitului Stalgėnų pievos este situat la coordonatele 55°50′07″N 21°52′39″E / 55.8353°N 21.8775°E.

## Înființare
Situl Stalgėnų pievos a fost declarat sit de importanță comunitară în noiembrie 2009 pentru a proteja 3 specii de animale. Situl a fost protejat și ca arie specială de conservare în aprilie 2018.

## Biodiversitate
Situată în ecoregiunea boreală, aria protejată conține 1 habitat natural: Pajiști fino-scandinave uscate până la mezice, bogate în specii de altitudine mică.
La baza desemnării sitului se află mai multe specii protejate de  păsări (3): pescăruș albastru (Alcedo atthis), sfrâncioc roșiatic (Lanius collurio), ciocârlie de pădure (Lullula arborea).
Pe lângă speciile protejate, pe teritoriul sitului au mai fost identificate 2 specii de plante, 2 specii de mamifere.